# Vesterbros Ny Teater
Vesterbros ny Teater var et  teater på Vesterbro, København som maleren Troels Lund var mester for, og som lå ved Frihedsstøtten der hvor nu Bernstorffsgade og Hotel Plaza findes. 
Petolettis Selskab åbnede teatret 8. juni 1834. Det var en stor træbygning som også kunne benyttes som cirkus. Her opføres bl.a. italienske operaer og pantomimer og her optrådte også Gautiers beriderselskab, der siden fik et hjemsted i "Hippodromen" i Nørregade (nu Folketeatret). 
Det var på Vesterbros Ny Teater som Philippo Pettoletti, i årene 1840-1841 uddannede den unge N.H. Volkersen, som i en menneskealder kommer blev indbegrebet af den danske Pjerrot.
Teatret kunne ligesom Prices Morskabsteater ikke klare sig i konkurrencen med Tivoli som åbnede 1843. I 1845 spilles pantomimerne på Vesterbros Ny Teater, og der blev 
indrettet en gang fra Tivoli, så publikum formelt kunde "blive" i haven. Fra 1847 er pantomimerne en fast bestanddel af Tivolis repertoire.
Vesterbros Ny Teater fortsatte fra 1850-1875 med panorama, anatomiske udstillinger og lignende.
Teatret blev revet ned 1875. 